# Calesia othello
Calesia othello är en fjärilsart som beskrevs av Fawcett 1916. Calesia othello ingår i släktet Calesia och familjen nattflyn. Inga underarter finns listade i Catalogue of Life.